# NGC 5169
NGC 5169 је спирална галаксија у сазвежђу Ловачки пси која се налази на NGC листи објеката дубоког неба.
Деклинација објекта је + 46° 40' 20" а ректасцензија 13h 28m 10,0s. Привидна величина (магнитуда) објекта NGC 5169 износи 13,6 а фотографска магнитуда 14,4. Налази се на удаљености од 39,0000 милиона парсека од Сунца. NGC 5169 је још познат и под ознакама UGC 8465, MCG 8-25-4, CGCG 246-2, PGC 47231.